# 小川游
小川游（おがわ ゆう、1932年 - ）は、満洲国出身の洋画家。浦和画家のひとり。一水会代表。さいたま市美術家協会会長。

## 人物
満洲国四平街に生まれ、戦後引き揚げて浦和中学校に編入学、在学中に高田誠に師事してデッサンや油彩画を学んだ。東京芸術大学美術科卒業後、浦和市内の中学校の美術教師となった。2016年（平成28年）には北海道河西郡中札内村にある中札内美術村にて小川游作品館が開館。

## 経歴
- 1932年（昭和7年） - 満洲国に生まれる。
- 1956年（昭和31年） - 二科会に出品し、初入選。
- 1967年（昭和42年） - 浦和市（当時）鹿手袋にアトリエを構える。
- 1968年（昭和43年） - 一水会賞を受賞
- 1969年（昭和44年） - 一水会に入会。
- 1970年（昭和45年） - 浦和市立高等学校（現さいたま市立浦和高等学校）美術科教諭となる。
- 1974年（昭和49年） - 一水会会員優賞を受賞。
- 1978年（昭和53年） - 寺井力三郎らと遥土会を結成。
- 1998年（平成10年） - 埼玉文化賞を受賞。
- 2014年（平成26年）9月25日 - 清水勇人さいたま市長が瀬ヶ崎のアトリエを訪問[2]。
- 2016年（平成28年）4月28日 - 北海道に小川游作品館がオープン。